# Gertrudes da Baviera (1884–1975)
Gertrudes da Baviera (nome completo: Gertrudes Maria Alice; em alemão: Wiltrud Marie Alix, Munique, 10 de novembro de 1884 – Oberstdorf, 28 de março de 1975) foi uma princesa bávara da Casa de Wittelsbach, filha do rei Luís III da Baviera e da arquiduquesa Maria Teresa da Áustria-Este, casou-se com Guilherme Carlos, Duque de Urach, efêmero Rei da Lituânia por três meses em 1918, sob o nome de "Mindaugas II".

## Biografia

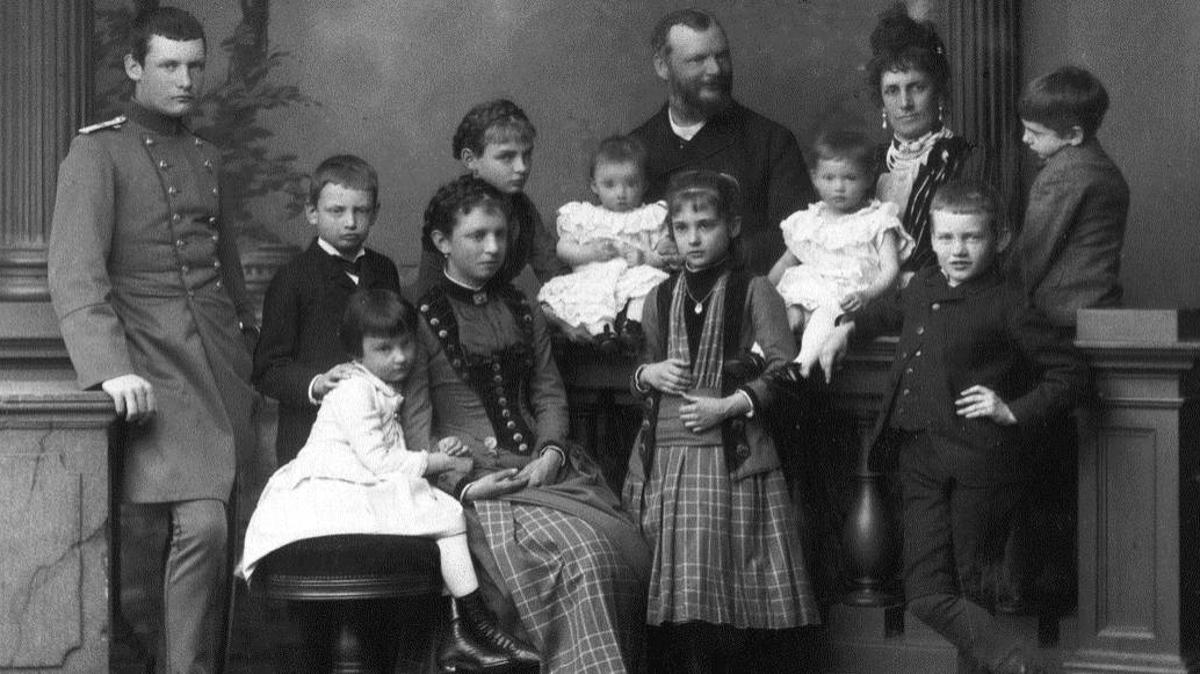
A família de Luís III da Baviera em 1887 - Gertrudes está sentada na balaustrada em frente de sua mãe.

Gertrudes nasceu em 10 de novembro de 1884 em Munique. Ela era a décima filha, sexta menina, na família do então príncipe Luís da Baviera e da sua esposa Maria Teresa da Áustria-Este.
Em 1913, seu pai subiu ao trono da Baviera com o nome de "Luís III".
Aos 40 anos, ela se casou com Guilherme Carlos, Duque de Urach, vinte anos mais velho que ela. O casamento ocorreu em 26 de novembro de 1924 em Munique. Seu marido era viúvo da duquesa Amália da Baviera, com quem teve oito filhos. Na altura de seu casamento, a filha mais velha do duque já havia se casado com o príncipe Carlos de Liechtenstein e já deixado a casa dos pais. Guilherme Carlos e Gertrudes não tiveram filhos.
Em 1918, seu marido tornou-se Rei da Lituânia sob o nome de "Mindaugas II", no entanto reinou apenas por três meses.
O duque morreu em 1928. Gertrudes morreu quase meio século depois, em 28 de março de 1975 em Oberstdorf.